# Host (película)
Host (conocida en Hispanoamérica como Ten cuidado a quien llamas) es una película de horror y de pantalla en monitor británica del año 2020 dirigida por Rob Savage producida como una película independiente para el servicio de streaming Shudder. 
La trama principal de la película sigue a un grupo de amigos que comienzan a ser asediados por una fuerza maligna cuando participan en una sesión espiritista a través de una videollamada en Zoom. Inspirado por un corto de su autoría que se volvió viral, el director de la película Rob Savage se comprometió a crear una película basada en su idea usando a su favor las limitaciones ocasionadas por las restricciones del confinamiento por el COVID 19 y un presupuesto limitado.
El largometraje ganó notoriedad por parte del público por el formato en que fue filmado así como haberse completado durante los primeros meses de la pandemia por Covid 19 por su director, que instruyó a los actores a montar sus propios escenarios, cámaras y efectos prácticos por separado. La película tuvo una distribución exclusiva en streaming en los Estados Unidos mientras que para América, es decir, países de habla española,  llegó a compartirse a través de otros servicios tales como Netflix y Google Play.
La película fue ensalzada por los críticos por sus temas así como por su premisa que fue llamada apropiada y actual para el periodo en que fue estrenada.

## Argumento
El 30 de julio de 2020, mientras Estados Unidos está bajo confinamiento por la pandemia de COVID-19, un grupo de amigos compuesto por Haley, Jemma, Emma, Caroline, Radina y Teddy, realizan semanalmente reuniones de Zoom para mantenerse en contacto. 
Para la llamada de esta semana, Haley ha ideado realizar una sesión de espiritismo virtual. Por ello Seylan, una médium a quien la joven ha pedido que se una al grupo y los dirija, les explica algunas reglas que es muy importante tener en cuenta durante la sesión: primero cada uno debe tener una vela y asegurarse que permanezca encendida hasta el final del ritual; segundo, por ningún motivo deben hacer o decir algo que pueda faltar el respeto a los espíritus. 
Una vez aclarado esto, deciden iniciar la sesión, aunque la mayoría no toma la situación genuinamente en serio. Tan sólo el iniciar la ceremonia, la malcriada novia de Teddy apaga su vela y corta su transmisión; a pesar de ello, el resto del grupo decide continuar y, mientras Seylan hace un llamado a los espíritus para que den señales de su presencia, Jemma afirma sentir una presión alrededor de su cuello y la presencia de un viejo amigo llamado Jack, que se suicidó ahorcándose. 
La conexión a internet de Seylan se corta, desconectándola del chat y Jemma se burla revelando que todo era una mentira, lo que enoja a Haley. Sin embargo, los miembros restantes del grupo comienzan a experimentar fenómenos aterradores como sonidos de golpes, cristalería explotando o sombras y siluetas moviéndose detrás de ellas. Haley es jalada por una fuerza invisible, Caroline ve un cadáver colgado en su ático, Haley usa su cámara Polaroid para tomar una foto de su sala de estar, donde aparece una figura colgante fantasmal en la impresión y, aunque ninguna lo nota, durante un momento detrás de Radina se ven balancearse las piernas de un ahorcado.
Mientras las chicas entran en pánico, Haley logra volver a ponerse en contacto con Seylan y le informa de todo lo que ha sucedido; un espíritu está ciertamente con ellos, pero no es amistoso. Al enterarse de la broma de Jemma, Seylan recuerda que no debían faltar al respeto a los espíritus y explica que inventar a Jack implicó crear una identidad que algún ente paranormal pudo usurpar para manifestarse nuestro mundo. También les informa a las chicas que en el mejor de los casos podría tratarse de un espíritu maligno y en el peor y más peligroso de un demonio, por lo que comienza a darles instrucciones sobre cómo cerrar la sesión. El espíritu interrumpe esto causando más fenómenos y algo sucede en casa de Seylan, terminando la llamada nuevamente antes de que pueda ayudarlas, por lo que las chicas deciden acabar la ceremonia y asumen que con ello la presencia se ha marchado. 
Creyendo que el calvario ha terminado, el grupo se relaja y comienzan a realizar actividades cotidianas; Radina se levanta y sale de la habitación sin darse cuenta de que el cuerpo de su novio Alan está colgado detrás de ella. El fondo artificial de Caroline se interrumpe cuando su rostro se estrella contra la cámara, lo que hace que su computadora portátil se caiga. Los filtros de la cámara de Emma se activan al detectar el rostro de un ente invisible, por lo que esparce harina en el suelo descubriendo que algo la sigue por el departamento así que se esconde en su habitación. Radina intenta huir de su casa cuando el cuerpo de su novio Alan cae frente a ella, pero el espíritu la aleja de la puerta y la mata. Caroline muere suplicando mientras el demonio golpea repetidamente su rostro contra el escritorio. 
Haley y Jemma discuten, culpándose mutuamente por lo ocurrido, hasta que Haley es atacada y sacada de la pantalla por lo que Jemma va a su casa para tratar de ayudarla. Teddy se reconecta a diez minutos hasta que finalice la reunión de Zoom, pero cuando Jemma le pide ayuda da por sentado que es una de sus bromas hasta que el espíritu, en forma de una figura humanoide de piel azul, lo ataca y asesina a su novia, tras lo cual lo persigue fuera de la propiedad y lo quema vivo. 
Emma, la única que sigue activa en la llamada, gira su cámara hacia la puerta de su habitación cuando se abre de repente y arroja una manta, que cae sobre el espíritu invisible, aterrorizada va hacia la ventana para huir por el jardín, pero la entidad la atrapa y la asesina estrellándola contra una mesa de madera.
Jemma llega a la casa de Haley y atestigua a través de la llamada abierta de Zoom la muerte de Emma y Teddy. Luego es atacada por el espíritu que le rompe una botella en la cabeza mientras produce otros fenómenos sobrenaturales a su alrededor; a pesar de ello se las arregla para encontrar a Haley escondida debajo de su escritorio y ambas intentan escapar de la casa usando el flash de la cámara Polaroid de Haley para iluminar el camino, solo para que Jack, el espíritu invisible, aparezca y las ataque en el instante mismo y que la reunión de Zoom llega a su tiempo límite y se cierra automáticamente.

## Elenco
| - Hayley Bishop como Hayley - Jemma Moore como Jemma - Emma Loise Webb como Emma - Radina Drandova como Radina - Caroline Ward como Caroline - Edward Linard como Teddy | - Alan Emrys como Alan - Patrick Ward como el padre de Caroline - Jinny Lofhouse como Jinny - Seylan Baxter como Seylan - James Swanton como el espíritu |

## Producción
La película tiene como base un vídeo corto realizado por su director Rob Savage a principios del 2020. El corto original presentaba a Savage investigando extraños sonidos en su ático mientras un grupo de conocidos en un video chat presenciaban lo acontecido. Inicialmente concebido como una broma de tal forma que los espectadores ignoraban que un susto estaba montado para ellos, y Savage subió su corto en línea, volviéndose viral. A Savage le pareció el formato fácil de mirar y decidió volverlo en una película. El éxito recibido por su corto inicial lo alentaría a crear Host.
Host fue filmada mientras las restricciones de confinamiento social comenzaron a aplicarse debido a la propagación del COVID-19 y Savage tuvo que dirigir a los actores remotamente mientras los instruía a colocar sus propias cameras, luces, y escenas de riesgo. Los efectos prácticos también fueron realizados por los mismos actores así como utilizar un taller virtual con el que aprendieron a realizar efectos como "mover puertas o hacer que objetos vuelen de los estantes". Savage argumento que la filmación tardo en concretarse alrededor de doce semanas desde su concepto hasta su entrega a Shudder.

## Liberación
Host fue liberada en Estados Unidos a través del servicio de video on demand enfocado exclusivamente en el cine de horror; Shudder a partir del 30 de julio del 2020.

### Respuesta de la crítica
Host fue adulada universalmente, sosteniendo un sobresaliente 100% en Rotten Tomatoes basado en 77 reseñas, con una calificación de 7.84/10. Con un consenso que dicta: "actual, inquietante, y aterradora, Host utiliza su premisa moderna para entregar una amenaza efectiva para los entusiastas del horror." En Metacritic, la película tiene un promedio de 73 de 100, basado en 7 críticas, indicando "reseñas generalmente favorables".
Se aduló comúnmente a Host por centrarse en sus temas de la ansiedad y separación social. Así mismo se comparó a esta película con la cinta Eliminar amigo, que comparte la premisa de una actividad sobrenatural ocurriendo durante una videollamada, por parte de terceros como New York Times y Rue Morgue. Time Magazine la incluyó en su lista de '17 películas excepcionales que te pudiste perder este verano,' diciendo Host no "solo es la mejor película de horror del año, pero también es una mirada intima a la creatividad, producción de una película y una cultura global compartida en medio de un arrasador virus."
Gayle Sequeira de Film Companion redactó, "La película elude la carga del Covid e induce genuinos sustos por una llamada de 56 minutos de Zoom".

### Premios
| Premio                             | Año  | Nominado       | Categoría                    | Resultado | Referencias |
| ---------------------------------- | ---- | -------------- | ---------------------------- | --------- | ----------- |
| British Independent Film Awards    | 2021 | Douglas Cox    | Productor destacado          | Nominado  | [ 15 ]      |
| British Independent Film Awards    | 2021 | Brenna Rangott | Mejor edición                | Nominada  | [ 15 ]      |
| British Independent Film Awards    | 2021 | Calum Sample   | Mejor sonido                 | Nominado  | [ 15 ]      |
| Hollywood Critics Association      | 2021 | Host           | Mejor película de horror     | Nominada  | [ 16 ]      |
| Rondo Hatton Classic Horror Awards | 2020 | Rob Savage     | Mejor película independiente | Nominada  | [ 17 ]      |